# 크리스토퍼 매튜 쿡
크리스토퍼 매튜 쿡(Christopher Matthew Cook)은 미국의 영화배우, 텔레비전 배우이다.

## 영화
- 리가딩 더 케이스 오브 잔 다르크 (2018년)
- 먹거나 먹히거나 (2016년) - 디젤 역
- 미스터 라잇 (2015년) - 가레티 역